# Edgar Degas
Edgar Germain Hilaire Degas (n. 19 iulie 1834, Paris, Franța – d. 27 septembrie 1917, Paris, Franța) a fost un pictor francez din a doua jumătate a secolului al XIX-lea.
A început cu academismul clasic, însă, după câtva timp, revine la tematica realistă, pentru care și-a căutat idei în teatrele pariziene, în lumea fascinantă a balerinelor, atelierele modistelor, la cursele de cai sau în studierea corpului omenesc. S-a distins cu talentul excepțional de desenator și cu pasiunea pentru obiectele efemere în mișcare.
Împreună cu Claude Monet, Auguste Renoir, Camille Pissarro este unul din întemeietorii impresionismului. Edgar Degas și-a păstrat însă stilul său propriu independent, pe care el îl numește „realist.” Motivele preferate le tratează cu uimitoare noutate, limitările de perspectivă sunt asemănătoare cu cadrele fotografice. A folosit pastelul și a încercat numeroase tehnici de pictură și grafică. A lăsat după el o moștenire originală și multilaterală, de circa două mii de lucrări, tablouri în ulei, pasteluri și sculpturi.

## Viața și opera

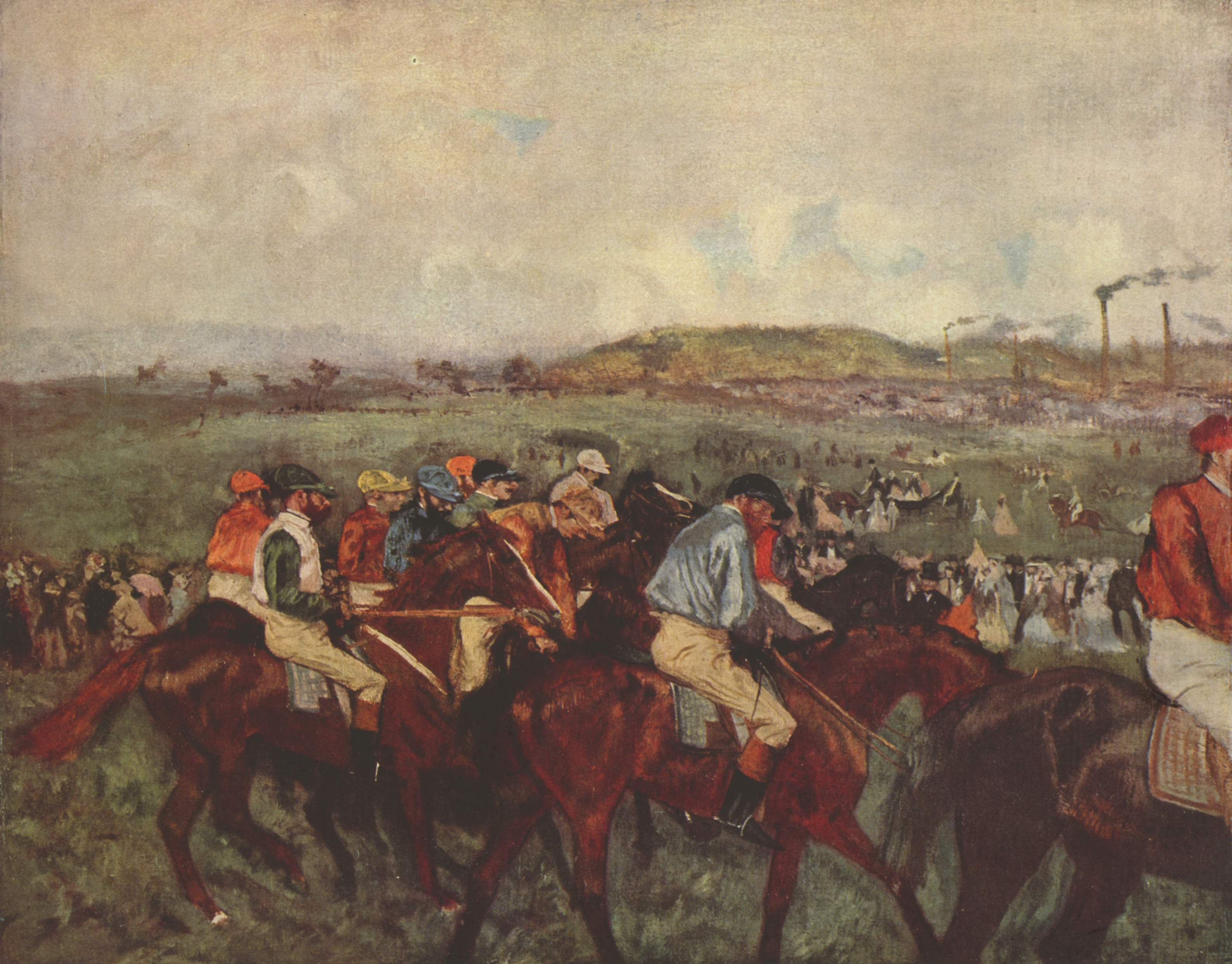
Edgar Degas: Curse de cai, 1862-80 - Musée d'Orsay, Paris

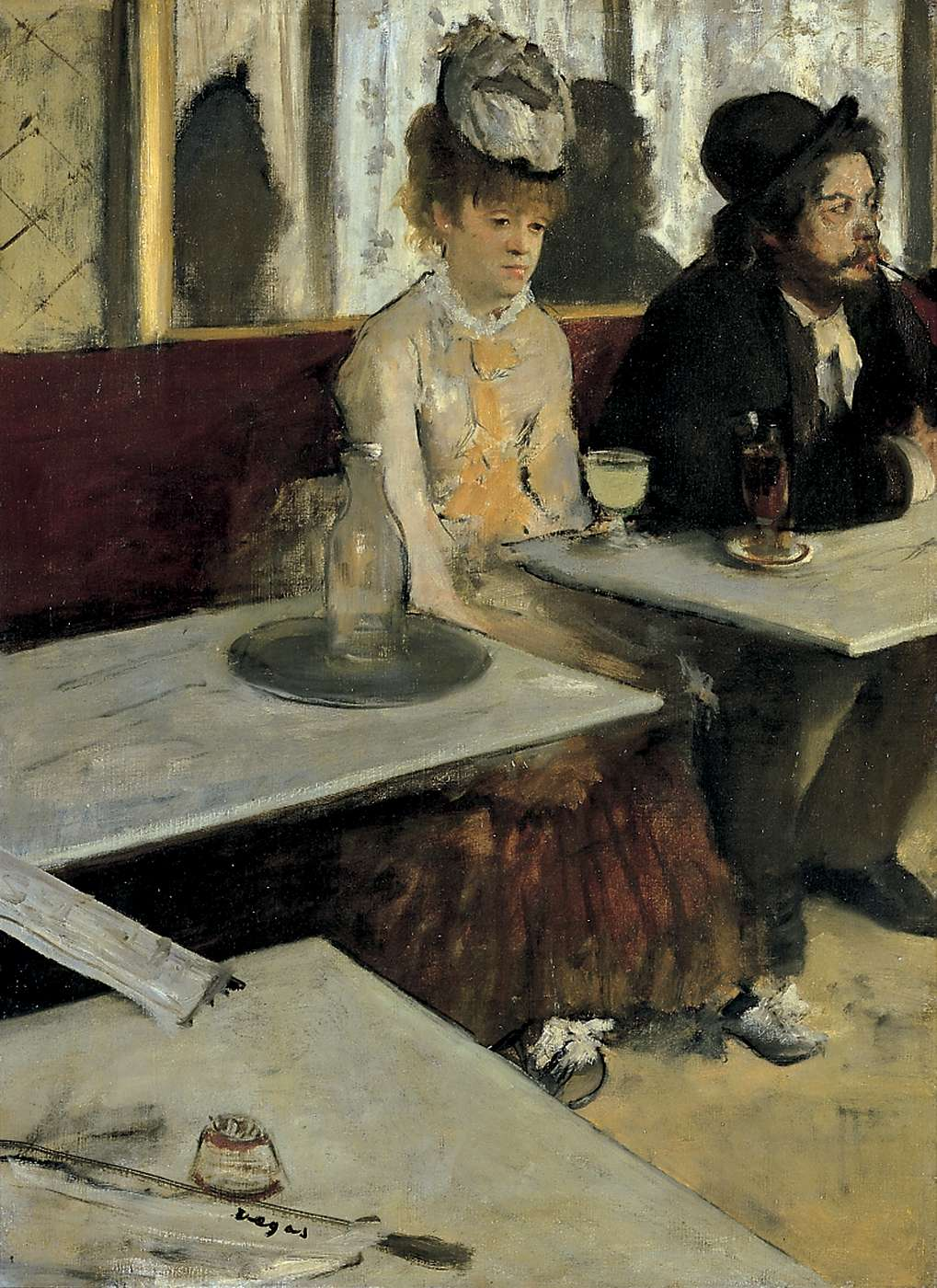
Edgar Degas: Absintul, 1876 - Musée d'Orsay, Paris

Hilaire Germain Edgar Degas (era deja un artist matur când și-a modificat modul de scriere a numelui în Degas) s-a născut la 19 iulie 1834 la Paris, cel mai în vârstă dintre cei cinci copii ai unei familii burgheze înstărite. Tatăl, Auguste de Gas, era bancher iar mama, Célestine Musson, vestită pentru frumusețea ei, provenea dintr-o familie din Louisiana (SUA). După absolvirea vestitului liceu "Louis-le Grand", Edgar se înscrie la facultatea de Drept, dar abandonează în curând studiile și își ocupă timpul copiind tablouri ale marilor maeștri din muzeul Louvre, însușindu-și astfel arta picturală. Este sigur de vocația sa și se hotărăște să-și consacre în întregime viața picturii. Se înscrie în atelierul de pictură al lui Louis Lamothe și în 1855 reușește la examenul de admitere la Școala Superioară de Arte Frumoase din Paris, însă nu rămâne mult timp elev al școlii.
În 1856, Degas face o călătorie la Napoli la bunicul său, Hilaire de Gas. În Roma ia parte la cursuri de pictură organizate la Vila Medici. Copiază opere ale maeștrilor italieni, frecventând muzee și biserici. Tablourile și desenele le trimite tatălui său, care crede în talentul fiului, îl felicită și-l îndeamnă la noi încercări.
În 1859, Degas revine în Franța. Frecventează muzeul Louvre, unde în 1862 sau 1863 se întâlnește cu Édouard Manet, cei doi artiști se împrietenesc repede. Îl vizitează adesea acasă și în atelier, stau împreună la cafeneaua Guerbois, locul preferat al tinerilor pictori. Acolo pot fi întâlniți Claude Monet, Auguste Renoir, Alfred Sisley și Paul Cézanne. În această epocă Degas rupe cu tematica academică a școlii de pictură tradiționale și abordează teme realiste observate la cursele de cai sau la spectacolele de balet. După războiul franco-prusac (1870-1871), Degas pleacă într-o lungă călătorie în America și vizitează familia mamei sale în New Orleans. Pictează tabloul "Comerț cu bumbac la New Orleans" (1873).

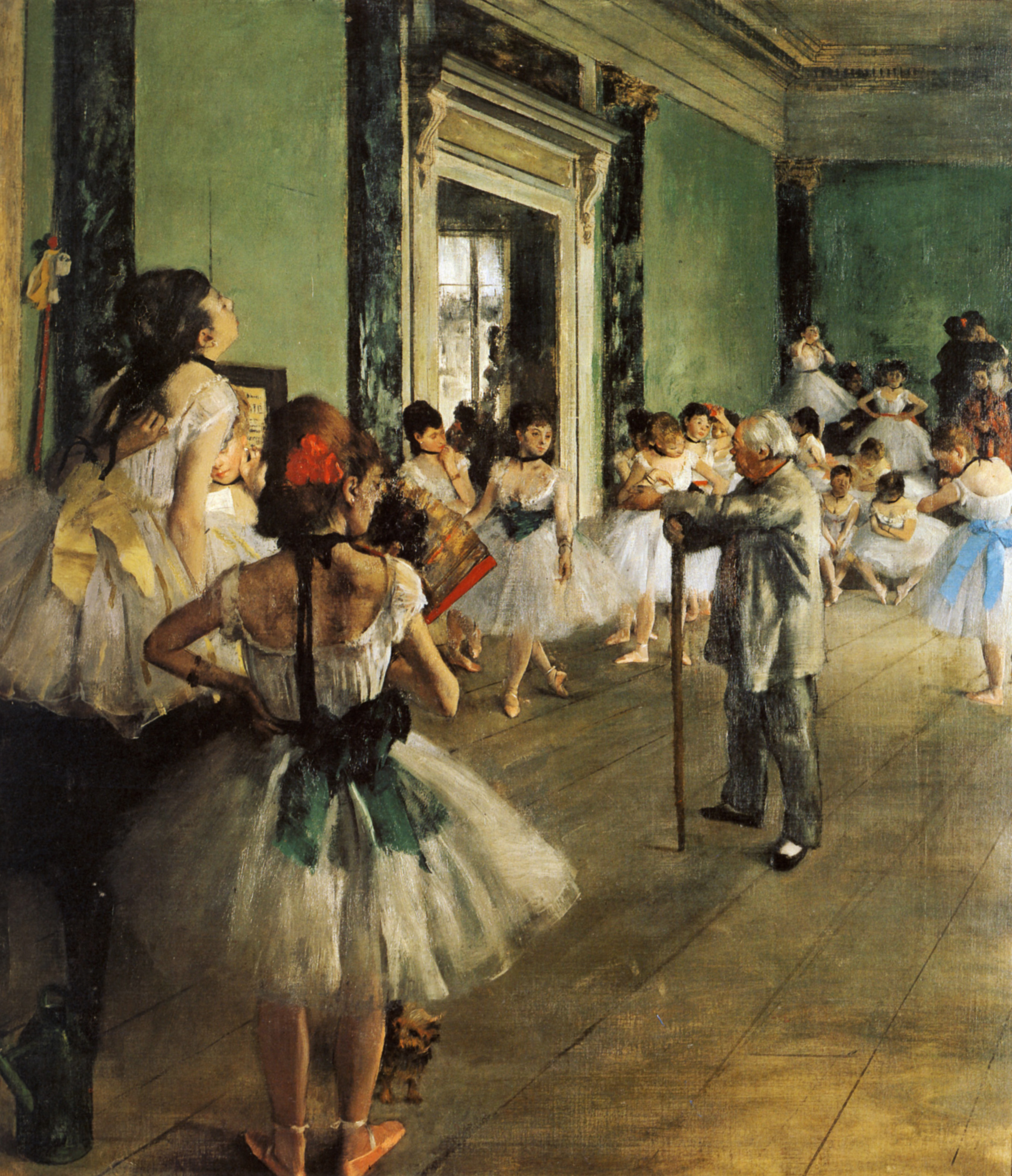
Edgar Degas: Clasa de dans, 1873-75 - Musée d'Orsay, Paris

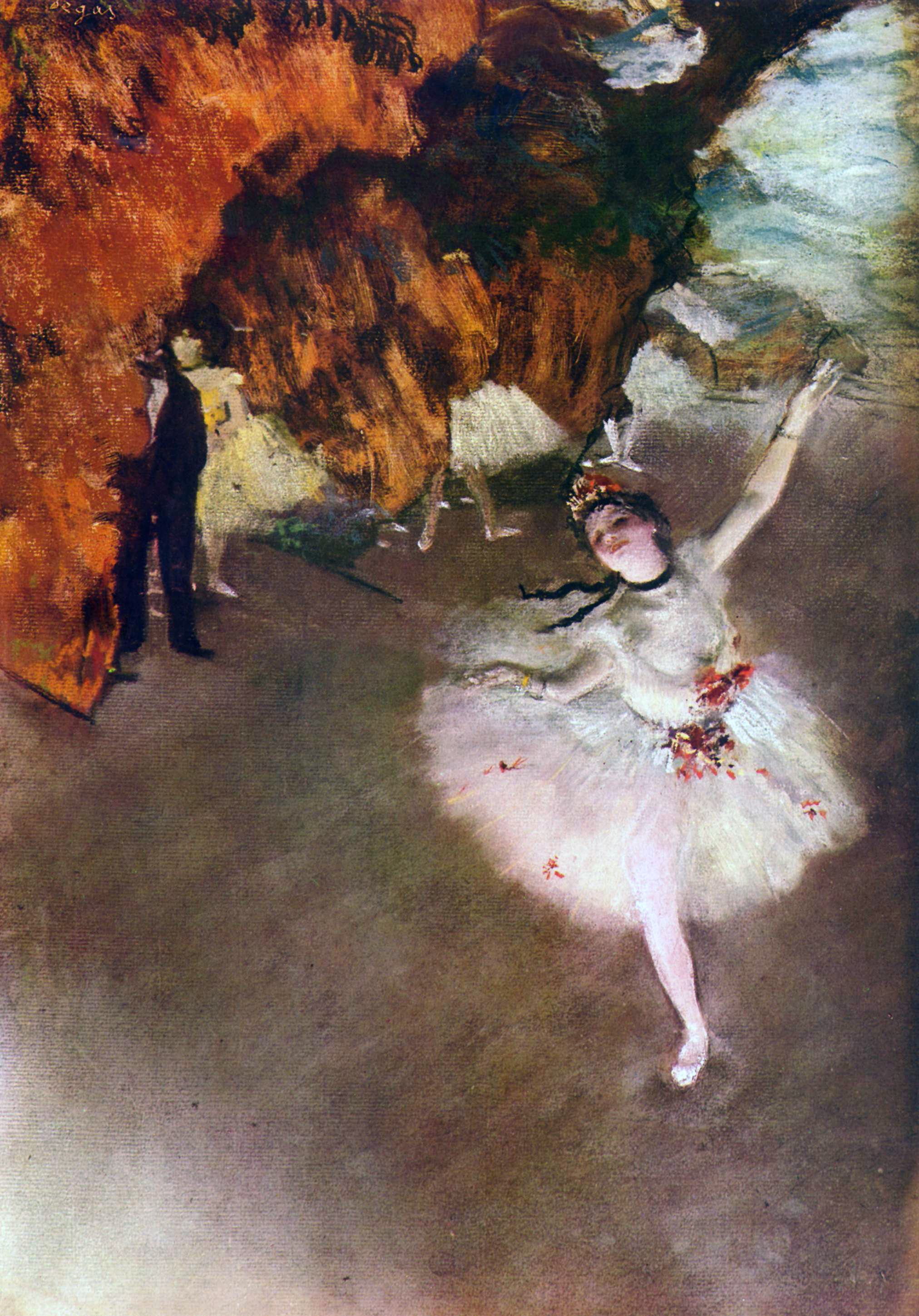
Edgar Degas: Dansatoare pe scenă, 1878 - Musée d'Orsay, Paris

Întors la Paris, tot timpul îi este consacrat balerinelor și observării dansului acestora. Începe tabloul "Clasa de dans", pe care îl termină în 1875. Realismul scenei este bine precizat în diferitele poze, la compunerea siluetelor surprinse în timpul lucrului și al odihnei. Fustele vaporoase strălucesc în lumina blândă în care se scaldă sala de teatru. Degas pictează timp de mai mult de un sfert de secol balerine, realizează schițe și sculpturi avându-le ca subiect. Aceasta ușurează urmărirea dezvoltării sale artistice. Tablourile sale în ulei cu desenul precis și cu gama elegantă a culorilor sunt completate cu tablourile în pastel de mai târziu saturate cu culori vii (de ex.: "Scenă de balet", 1878-1880).

### Legăturile cuImpresionismul

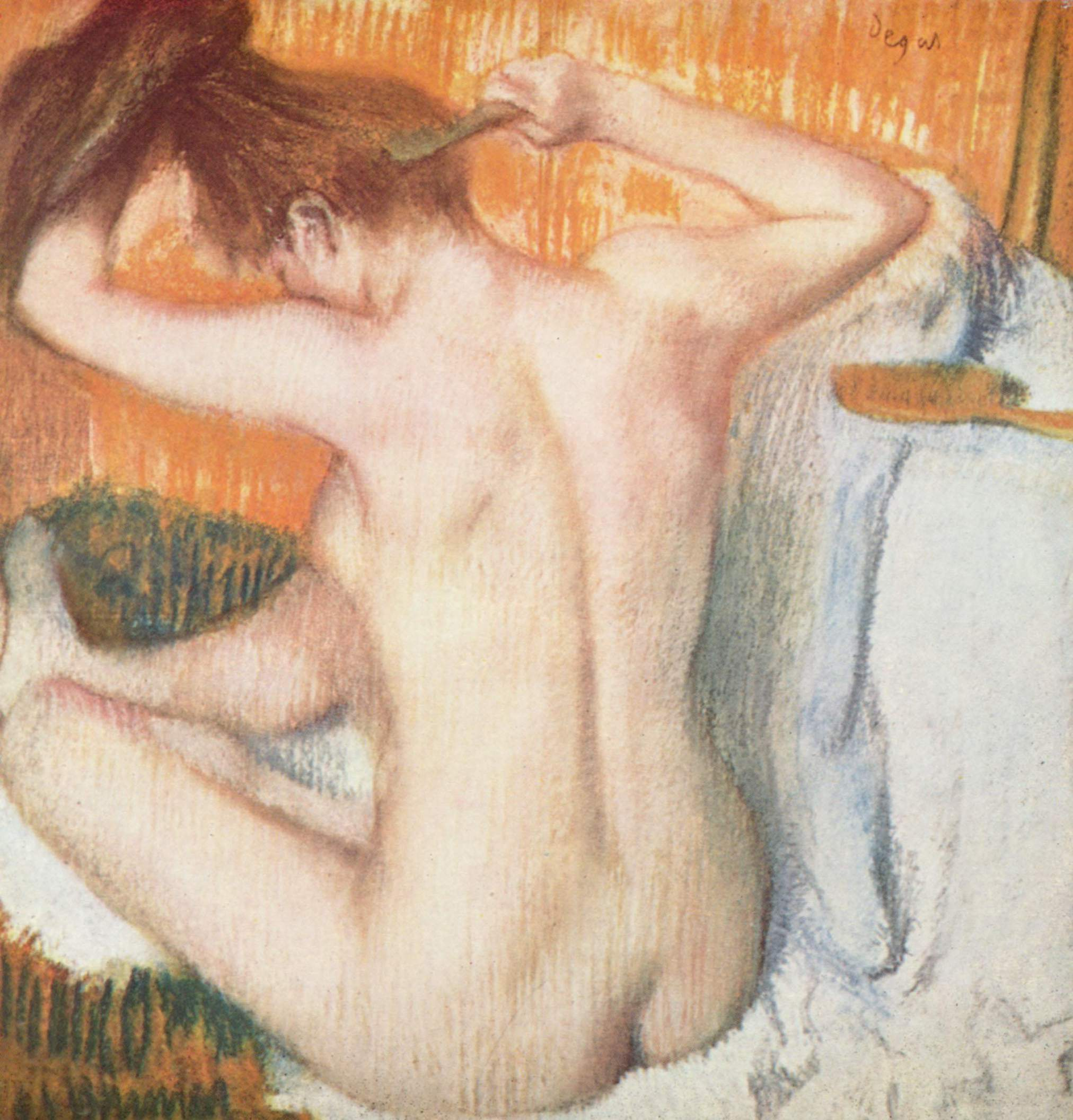
Edgar Degas: Femeie pieptănîndu-se, cca 1885 - Muzeul Pușkin, Moscova, Paris

În 1874, Degas participă la prima expoziție a impresioniștilor organizată în salonul fotografului Nadar, expoziție care declanșează scandal în cercurile conservatoare ale criticii. Ziaristul Louis Leroy le dă numele ironic de impresioniști. Degas nu este împăcat cu această definire și stăruie în concepția sa pe care o numește realistă. Realismul său nu are nici o legătură cu principiile de bază ale picturii în "plein air" (în aer liber) preconizate de ceilalți membri ai grupului. Nu împărtășește opinia lui Monet referitoare la variația luminii, ci se concentrează asupra modului de a reprezenta variabilitatea corpului uman, caracterul efemer și mișcarea.

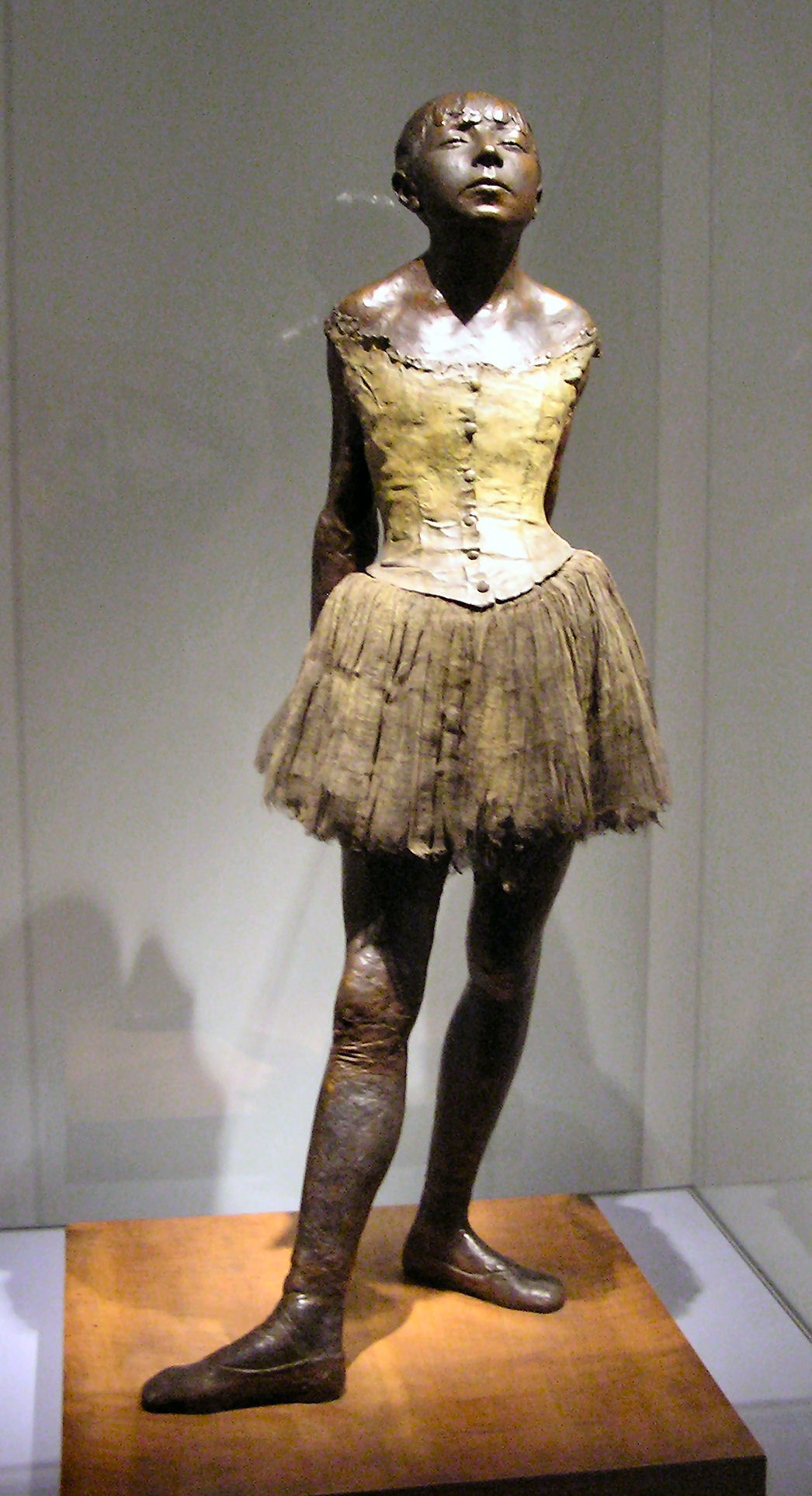
Edgar Degas: Mica balerină, statuie în bronz, 1881

La cea de-a doua expoziție a impresioniștilor în 1876, în galeria lui Durand-Ruel, Degas expune douăzeci și patru de lucrări. Participă cu numeroase tablouri la următoarele expoziții; la a șasea expoziție, în 1881, Degas își limitează participarea la patru desene și o sculptură, capodopera intitulată "Mica balerină". În mai 1886, la ultima expoziție a impresioniștilor, Degas prezintă tabloul "Modista" și o serie care constă din zece nuduri feminine (printre care "După baie" sau "Femeie ștergându-și picioarele"), în legătură cu care scriitorul Huysmans nu-și precupețește laudele: "Desenul rapid și nervos este în măsură - așa cum se întâmplă cu desenele japoneze - să fixeze într-un mod cu totul original vibrația, mișcarea și gestul".

### Ultima perioadă a vieții
În 1884, în Normandia, pictorul cade într-o stare de depresie, se izolează de societate, trăiește ocrotit de credincioasa sa menajeră, Zoé Closiet. Degas nu a fost căsătorit, nu se cunoaște vreo legătură sentimentală de durată. Degas începe relativ devreme să se plângă de tulburări de vedere. Primele probleme apar în 1872, înainte de călătoria în Louisiana. Începând din amurg nu mai vede bine, iar seara, la lumina lămpii, este nevoit să o pună pe menajera lui Zoé să-i citească ziarul. În 1886, la expoziția impresioniștilor de la New York, sunt prezentate douăzeci și trei lucrări ale lui Degas. Tablourile lui se vând iar situația materială a artistului se îmbunătățește. Lucrează fără oprire, pictează, realizează gravuri, scrie versuri. Din cauza vederii care se deteriorează, manifestă un interes din ce în ce mai mare către sculptură, pentru care este suficientă sesizarea pe calea pipăitului. În 1896, trei lucrări ale lui Degas ajung în colecții de stat. Acesta este semnul recunoașterii. Este însă din ce în ce mai singur. În perioada 1909-1912, boala sa de ochi se agravează, în plus se mai adaugă o scădere a auzului. Aproape orb, renunță treptat la activitatea artistică. La 27 septembrie 1917, Degas moare de pneumonie. Mormântul său se află în cimitirul Montmartre din Paris.

## Citate
- "Bunul gust nu există! Lucrurile frumoase se unesc instinctiv". (Edgar Degas)
- "Degas merită ca numele lui să fie trecut pe frontispiciul templului artei. Stimă pentru el, stimă absolută". (Odilon Redon, 1889)
- "Dintre toți oamenii pe care îi cunosc, el este singurul care e în stare ca, reflectând realitatea, să reprezinte cel mai bine spiritul sexului contemporan". (Edmond de Goncourt, 1894)